# 이종근 (1895년)
이종근(李琮根, 1895년 3월 17일 ~ 1975년 4월 26일)은 대한민국 독립운동가이다. 본관은 수안(遂安)이며 호(號)는 흥교(興敎).

## 생애

### 중인 출신 기독교 신자의 대한 독립 운동 투신
황해도 개풍군 흥교면 지현리(黃海道 開豊郡 興敎面 芝峴里)의 서얼 중인 집안에서 출생하였고 지난날 한때 황해도 해주와 경기도 광주군 오포면과 경기도 광주군 의곡면과
경기도 안산과 경기도 부천과 경기도 연천에서 잠시 유아기를 보낸 적이 있으며 그 후 한성부에서 성장한 그는 한성재동보통학교를 나온 1908년에 일본 도쿄(日本 東京)로 유학을 떠났고 1914년 일본 도쿄 제1중학교를 나온 후 1916년 일본 니혼 대학교 영어영문학과를 중퇴하였다.
이토록 그는 경기도 개풍(開豊) 출생이며, 일본 도쿄(東京)에서 재일 대한제국 조선인 유학생들이 거행한 2·8 독립선언식 11명 대표 중의 일원이다.
1910년 일제에 의하여 대한제국 조국이 강제로 병탄되자 재일 유학생들은 항상 조국광복의 꿈을 키워 왔는데, 1916년 4월 17일 당시 재일 유학생들은 약 5백 24여명으로서 조선기독교 청년회(朝鮮基督敎 靑年會)·조선유학생 학우회(朝鮮留學生 學友會)·조선학회(朝鮮學會)·조선여자 친목회(朝鮮女子 親睦會) 등의 비밀 결사 관련 단체 등을 통하여 대한제국 광복 운동을 하여 왔다. 이에 일본 경찰은 유학생들의 항일 의식을 기준삼아 갑·을로 구분하여 철저히 감시하고 있었다.
이 당시 이종근 그는 여러 차례에 걸쳐 재일 유학생 대표들과 만나 조국광복에 대하여 의견을 나누었는데, 1917년 12월 27일을 기하여 일본 도쿄 신전구 신보정(日本 東京 神田區 神保町)의 남명구락부(南明俱樂部)에서 개최된 학우회 망년회 식상에서, 서춘(徐椿) 등과 함께 일제의 압력에 굳건히 대항하면서 계속 독립운동을 전개하자고 역설하였다. 1년 후 그는 1918년 12월 하순, 일본 도쿄 주재 조선기독교 청년회 주최로, 동경 Y.M.C.A. 강당에서 열린 합동 웅변 대회에서, 서춘·김상덕(金尙德)·윤창석(尹昌錫) 등과 함께 연사로 등단하여, 민족자결 원칙 아래 자주독립을 쟁취할 것을 주장하였다. 그 날 웅변 대회가 모두 끝나자, 여기에 참석하였던 유학생들은 해산하지 않고 대한제국 조국 독립 운동의 방안을 강구하였는데, 이 때 그는 최팔용(崔八鏞)·백관수(白寬洙)·김철수(金喆壽)·이광수(李光洙) ·송계백(宋繼白)·최근우(崔謹愚)·김도연(金度演)·서춘·김상덕·윤창석 등과 조선기독교 청년회 대표위원으로 전격 선발 및 선출되었고, 그들과 함께 일제의 감시를 피해가며 독립 운동을 계획하였다.
그러던 중 일본의 고베(神戶)에서 영국인이 발행하던 영자신문인 「저팬 애드버타이저(Japan Advertiser)」의 1918년 12월 1일자 기사 기록된 내용에 의하니, 미국에 있는 이승만(李承晩) 등의 대한제국 대표가 프랑스 파리 강화 회의에 파견된다는 소식을 들은 이종근 그는, 일본 도쿄 유학생 대표들과 만나 대한제국 조국 독립 운동에 대하여 관련 토의하고, 이듬해 1919년 1월 상순에 최팔용·윤창석·백관수·송계백·김도연·최근우·김상덕·전영택·서춘 등과 조선기독교 청년회 대표위원 겸 실행위원으로 전격 선발 및 선출되어, 1919년 2월 8일을 기하여 재일본 동경 조선독립청년단(在日本 東京 朝鮮獨立靑年團)의 명의로 대한독립선언서 자체를 발표하기로 확정하는 한편, 대한제국(大韓帝國) 본국의 민족 지도자들과 간소한 연락을 취하기 위하여 1919년 1월 중순에 송계백을 서울에 파견하였다. 한편 실행위원 중 전영택이 신병으로 빠지고, 이광수·김철수가 추가 선출되어 실행위원은 11명으로 되었다.
이에 그는 다른 실행위원들과 일본 경찰의 감시를 피해 가면서 비밀 회의를 거듭한 끝에 조선청년독립단(朝鮮靑年獨立團)을 조직하고 조선청년독립단 대표최고위원 직위에 올라, 민족 대회 소집 청원서(民族 大會 召集 請願書) 및 대한독립선언서와 결의문을 국문·일문·영문으로 모두 작성하였다. 그리고 청원서는 일문(日文)이었으므로 최팔용이 이토(伊藤) 인쇄소에 부탁하여 1919년 2월 7일까지 1천 장을 인쇄하고, 선언서와 결의문은 한·일·영문의 3종류가 있으므로 영문은 타자기, 한·일문은 등사판으로 7일 밤 김희술(金熙述)의 집에서 6백 부를 등사하여 두었다. 이 때 여자 친목회와 청산학원(靑山學院) 학생들이 활동비를 모금하여 지원하였다.
그러나 결국 일본 경찰이 이 사실을 탐문하고 조선기독교청년회 실행위원 중 윤창석이 불려가므로, 그는 다른 실행위원들과 함께 1919년 2월 8일 오전 10시에, 준비한 인쇄물을 각국 대사, 공사, 일본의 정부 요인, 귀중 양원 의원(貴衆 兩院 議員), 조선 총독, 동경 및 각지 신문· 잡지사와 여러 학자들에게 우송하고, 이 날 오후 2시 유학생들의 학우회 총회를 빙자하여 4백여 명의 유학생들과 함께 학우회를 빙자하여 동경 Y.M.C.A. 강당에 모여 독립선언식을 거행하였다.
1919년 2월 8일, 이 날의 독립선언식은 윤창석의 사회로 시작되어 학우회 총회 의장인 백남규(白南奎)의 개회 선언, 최팔용의 조선 청년 독립단 발족 동의, 김도연의 결의문 낭독에 이어, 서춘이 연설하기 위하여 등단할 무렵, 동경 경시청에서 출동한 일본 경찰이 진입하여 전격 해산을 요구하였다. 이에 흥분한 유학생들과 일본 경찰 사이에 격투가 벌여졌지만, 결국 대다수의 참석 학생들이 체포되었는데, 그는 이 때 체포되어 서신전(西神田) 경찰서에 수감되었다가 경시청으로 이감 기소되어 결국 1919년 6월 26일 제2심에서 소위 출판법 위반 혐의로 7개월 15일간의 금고형을 선고받고 일본 도쿄 형무소에서 옥고를 치렀다. 그 후 1920년에 전격 만기 출감하였다.

### 1920년의 만기 출감 이후와 1945년 조선 광복을 비롯한 이후 만년
그 후 1923년 일제가 불법 점거한지 13년차 되는 대한제국 경성부에 귀국하였고 그 후 대한제국 경기도 인천 제물포 계양산 기슭에서 사저를 짓고 서예와 텃밭 농사 등으로 소일하다가 1945년 경기도 인천 제물포에서 8·15 조선 광복을 목도하였으며 1946년 4월 30일에서 1948년 5월 31일까지 한국독립당 대표전임위원 직위를 지냈고 1948년 5월 31일을 기하여 한국독립당 탈당을 하였으며 1958년 연세대학교 행정학과 겸임교수 직위를 잠시 6개월간 지냈다. 5년 후 1963년 6월 6일을 기하여 대한민국 대통령 표창장을 서훈으로 받았고 12년 후 1975년 4월 26일을 기하여 경기도 과천에서 만성 당뇨병으로 병사하였다.

## 서훈
1963년 6월 6일을 기하여 대한민국 대통령 표창장을 수여받았다.

## 사후
대한민국 정부에서는 고인의 공훈을 기리고자 1991년 6월 6일을 기하여 대한민국 건국훈장 애국장을 추서하였다.